# Ross (eiland)
Ross is een vulkanisch eiland in de Rosszee voor de oostkust van Victorialand, Antarctica. Het maakt deel uit van de Ross Dependency, de territoriale claim van Nieuw-Zeeland op dit continent.

## Beschrijving
Ross, dat grotendeels bedekt is met ijs en sneeuw, is het meest zuidelijk gelegen eiland ter wereld dat over zee bereikt kan worden. Het werd in 1841 ontdekt door James Ross en later naar hem genoemd door Robert Falcon Scott. De vulkanen Terror (3.230 m) en Erebus (3.794 m) liggen op dit eiland. Ze werden door Ross genoemd naar de twee schepen van zijn expeditie, HMS Erebus en HMS Terror. Een andere vulkaan op het eiland is Mount Bird (1.765 m). Enkele kilometers voor de zuidwestkust van Ross liggen de Dellbridge-eilanden.
Het eiland was het beginpunt van verschillende expedities naar Antarctica. De hutten die er door Robert Falcon Scott en Ernest Shackleton zijn gebouwd worden bewaard als historische monumenten.
Op Ross zijn twee grote onderzoeksbases: de Nieuw-Zeelandse Basis Scott en het Amerikaanse Station McMurdo, de grootste basis op Antarctica. Van 1987 tot 1992 had Greenpeace een onderzoeksstation op het eiland.
Er wonen naar schatting 2 tot 2,6 miljoen paren adeliepinguïns.

## Vliegtuigcrash
In 1979 stortte een Nieuw-Zeelands vliegtuig, Air New Zealand-vlucht 901, neer op Mount Erebus op het eiland, waarbij alle 257 inzittenden om het leven kwamen.